# Cronologia della filosofia
La seguente Cronologia della storia della filosofia è un elenco ordinato cronologicamente di filosofi selezionati. 

## Filosofia antica

### Presocratici 600 a.C. - 400 a.C.
| Periodo                   | Filosofo             | Filosofia | Storia coeva                                    |
| ------------------------- | -------------------- | --- | ----------------------------------------------- |
| Filosofia naturale ionica |                      | |                                                 |
| 625 - 545 ca.             | Talete di Mileto     | Predisse un'eclissi Acqua come archè (origine di tutto) | c.a. 624 leggi di Dracone 594 Riforma di Solone |
| 610 - 546 ca.             | Anassimandro         | Primo progetto di una cosmogonia L'arché è l'Ápeiron |                                                 |
| 585 - 525 ca.             | Anassimene           | Il cosmo è una Sostanza eterna L'arché è l'aria | 560 tirannide di Pisistrato                     |
| Scuola eleatica           |                      | |                                                 |
| 570 - 470 ca.             | Senofane di Colofone | Gli uomini hanno creato gli dei, ma dio è eterno La conoscenza è solo probabile, la verità assoluta non è conoscibile                                                                        | Eschilo (525-456)                               |
| 515 - 445 ca.             | Parmenide di Elea    | Pensare ed Essere sono identici L'essere è immobile ed eterno Il movimento è illusione | 509-507 Riforme di Clistene Pindaro (518-446)   |
| 490 - 430 ca.             | Zenone di Elea       | Ricercò il continuo, specialmente in spazio, tempo e movimento Paradossi di Zenone: Achille e la tartaruga e il paradosso della freccia                                                      | Sofocle (497-406)                               |
| 490 - 430 ca.             | Melisso di Samo      | L'essere è unico, immobile e immutabile. |                                                 |
| Altri                     |                      | |                                                 |
| 540 - 480 ca.             | Eraclito di Efeso    | Il fondamento del mondo è il fuoco perennemente mutabile il Logos è l'Uno, che permane nelle mutazioni del divenire (Panta rei) Il conflitto è il padre di tutto (pater polemos): dialettica | 500 Inizio delle guerre persiane                |
| 499 - 428                 | Anassagora           | L'anima del mondo (Nous) ordina il mondo da minuscoli elementi (omeomerie) Il sole è una pietra incandescente                                                                                | 490 Battaglia di Maratona                       |
| 494 - 434 ca.             | Empedocle            | L'essere è la materia e il divenire è la forza Amore e odio sono le forze primordiali dei quattro elementi                                                                                   | 493-429 Pericle                                 |
| Pitagorici                |                      | |                                                 |
| 580 - 500 ca.             | Pitagora             | Numero come principio universale, e.g. nella musica La terra è una sfera |                                                 |
| 500 ca. - ?               | Alcmeone di Crotone  | La mancanza di armonia causa malattia Il cervello è l'organo della percezione |                                                 |
| ? - ?                     | Filolao di Crotone   | Documentò gli insegnamenti di Pitagora |                                                 |
| 428 - 347 ca.             | Archita di Taranto   | Il numero è il fondamento del sapere fondò la meccanica matematica |                                                 |
| ? - ?                     | Iceta di Siracusa    | |                                                 |
| ? - ?                     | Ecfanto di Siracusa  | |                                                 |
| Atomisti                  |                      | |                                                 |
| V secolo ca.              | Leucippo             | Fondatore dell'Atomismo |                                                 |
| 460 - 371                 | Democrito            | La materia è fatta di atomi indivisibili Anche l'anima è atomica (Materialismo) |                                                 |
| 360 - 320                 | Anassarco            | Accompagnò Alessandro Magno |                                                 |
| Sofistica                 |                      | |                                                 |
| 490 - 411                 | Protagora            | "L'uomo è la misura delle cose" Religione e Stato sono necessità naturali | 480 Battaglia di Salamina                       |
| 480 - 411 ca.             | Antifonte            | Autore di arringhe giudiziarie | 477 Lega delio-attica                           |
| 480 - 380 ca.             | Gorgia               | Contraddisse la scuola eleatica: solo il nulla è |                                                 |
| 465 - 399 ca.             | Prodico              | Pose l'etica al centro | 449 Pace di Callia                              |
| 443 - 380 ca.             | Ippia                | Lavorò alla quadratura del cerchio | Erodoto (484-425)                               |
| 450 ca.                   | Trasimaco            | "La Giustizia è il vantaggio del più forte" (Citazione in Platone) |                                                 |
| 436 - 338 ca.             | Isocrate             | Direttore di una scuola di retorica |                                                 |

### Grecia Classica 450 a.C. - 322 a.C. (morte di Aristotele)
| Periodo               | Filosofo           | Filosofia | Storia coeva                                      |  |
| --------------------- | ------------------ | --- | ------------------------------------------------- |  |
| I tre grandi Ateniesi |                    | |                                                   |  |
| 469 - 399             | Socrate            | Sapere di non sapere Dialogo come ricerca della verità «Conosci te stesso» Il vero sapere conduce alla virtù Maestro di Platone, accetta la condanna a morte | Tucidide (460-396) 431 Le guerre del Peleponneso  |  |
| 427 - 347             | Platone            | Dottrina che si esprime nella forma dei miti e dei dialoghi Le idee (Vero, Buono, Bello) modelli reali del mondo sensibile La sapienza contrapposta alle apparenze (mito della caverna) Filosofia come eros e come dialettica Innatismo della conoscenza e visione intuitiva del Bene Lo Stato organizzato secondo ragione | Senofonte (430-354) Potere di Sparta              |  |
| 384 - 322 ca.         | Aristotele         | Filosofia come scienza delle cause e ricerca delle essenze L'essere come sostanza distinta dagli accidenti Fondazione della teologia e dell'etica: l'uomo "animale politico" Intuizione contemplativa al culmine della conoscenza Fondatore della logica formale sulla base del sillogismo Maestro di Alessandro Magno     | Alessandro Magno                                  |  |
| Socratici             |                    | |                                                   |  |
| 426 - 366 ca.         | Senofonte          | Storico Seconda fonte importante su Socrate |                                                   |  |
| 440 - 365             | Antistene          | Fondatore della Scuola dei Cinici | Propone uno stile di vita più elementare          |  |
| 435 - 366             | Aristippo          | Fondatore della Scuola dei Cirenaici | Pone il piacere come fine primario dall'esistenza |  |
| 399 - 323             | Diogene            | Ciò che è naturale è morale. L'uomo è cittadino del mondo. |                                                   |  |
| 460 - 399             | Teodoro di Cirene  | Insegnante di matematica di Platone |                                                   |  |
| ? - ?                 | Euclide di Megara  | "" |                                                   |  |
| ? - ?                 | Fedone di Elide    | "" |                                                   |  |
| ? - ?                 | Eubulide di Mileto | "" |                                                   |  |
| ? - 284               | Diodoro Crono      | Dialettico (attivo tra il 315 e il 284) Anticipa lo Stoicismo |                                                   |  |
| ? - ?                 | Metrodoro di Chio  | Allievo di Democrito Vicino allo scetticismo |                                                   |  |

### Ellenismo e tarda antichità 300 a.C. - 300 d.C.
| Periodo            | Filosofo               | Filosofia | Storia coeva                                                                     |  |
| ------------------ | ---------------------- | --- | -------------------------------------------------------------------------------- |  |
| L'Accademia        |                        | |                                                                                  |  |
| 393 - 330          | Speusippo              | A capo della vecchia Accademia Si considera il primo autore di un'enciclopedia |                                                                                  |  |
| 396 - 314          | Senocrate              | Divise la Filosofia in logica, fisica ed etica | 323-280 Diadochi                                                                 |  |
| † 266              | Polemone di Ilio       | Formulò lo scopo di una vita secondo natura |                                                                                  |  |
| † 265              | Cratete di Atene       | (teoria sconosciuta) |                                                                                  |  |
| 316 - 241          | Arcesilao              | '’Scholarca'’ della seconda Accademia, che si agganciò alla dialettica socratica Insegnò la sospensione del giudizio (principio scettico) Solo la probabilità è raggiungibile, il che è sufficiente per la vita. |                                                                                  |  |
| x - III sec. ca.   | Telecle                | "" |                                                                                  |  |
| x - y              | Evandro                | "" |                                                                                  |  |
| 214 - 129          | Carneade               | Fondatore della nuova Accademia Dialettica come metodo Verità come evidenza empirica solo con probabilità |                                                                                  |  |
| † 156 ca.          | Egesino                | "" |                                                                                  |  |
| 120 - 68 ca.       | Antioco di Ascalona    | Connessioni col platonismo, peripato e Stoà (Fondazione della fase eclettica dell'Accademia) maestro di Cicerone |                                                                                  |  |
| 116 - 27           | Marco Terenzio Varrone | Autore di un'estesa letteratura Enciclopedia in nove libri |                                                                                  |  |
| Il Peripato        |                        | |                                                                                  |  |
| 371 - 287 (dubbio) | Teofrasto              | Seguace di Aristotele Enfasi sulla causa efficiens (causalità naturale) invece della causa finalis (teleologia) |                                                                                  |  |
| x - y              | Eudemo da Rodi         | |                                                                                  |  |
| 350 ca.            | Aristosseno            | Sviluppò una teoria musicale basata sulle sensazioni |                                                                                  |  |
| x - y              | Dicearco               | |                                                                                  |  |
| x - y              | Critolao               | |                                                                                  |  |
| 340 - 269          | Stratone di Lampsaco   | Scolarca Interpretazione materialista di Aristotele La forza efficiente della forma è nella materia stessa |                                                                                  |  |
| 310 - 230          | Aristarco di Samo      | Sviluppò un modello eliocentrico considerava il sole come una stella fissa |                                                                                  |  |
| Gli epicurei       |                        | |                                                                                  |  |
| 341 - 270          | Epicuro                | Radunava i suoi discepoli in un giardino (Kepos) Concezione materialista (atomista) La felicità è piacere con misura (quindi non edonismo) |                                                                                  |  |
| x - y              | Metrodoro              | "" |                                                                                  |  |
| 110 - 35           | Filodemo di Gadara     | Uno dei principali diffusori dell'epicureismo |                                                                                  |  |
| 99 - 55            | Lucrezio               | Poeta e autore filosofico Si rifà a Epicuro |                                                                                  |  |
| Stoà               |                        | |                                                                                  |  |
| 336 - 264          | Zenone di Cizio        | Pose la logica al primo posto, per evitare errori Sensazioni sono "impressioni" di oggetti singoli nell'anima Con la teoria della "Catalessi" (Evidenza) come fondatore della Stoà | intorno al 300 Euclide                                                           |  |
| 331 - 251          | Cleante                | Come ex-lottatore si guadagnava da vivere come manovale. Agire virtuosamente è possibile solo grazie alla conoscenza della realtà. Si diresse contro i naturalisti Democrito e Aristarco | Dal 250 ca. Ascesa di Roma                                                       |  |
| 276 - 204          | Crisippo               | Con 705 libri stabilì le fondamenta della Stoà. I concetti sono generalizzazioni degli oggetti nella percezione. Formulò l'ideale stoico della libertà da affetti. | Archimede (280-212)                                                              |  |
| 240 - 150 ca.      | Diogene da Babilonia   | Teoria dello scopo della vita (Telos) e dei fondamenti etici Nella dialettica creò una teoria del significato (Semiotica) Stoica | Eratostene (280-200)                                                             |  |
| 201 - 120          | Polibio                | Scrisse una storia universale in 40 libri. Sviluppò una teoria ciclica delle civilizzazioni | 146 Conquista di Cartagine                                                       |  |
| † 137 ca.          | Antipatro di Tarso     | Difese la Stoà da Carneade | 133-121 Riforme dei Gracchi                                                      |  |
| * 180 ca.          | Panezio                | Scrisse un'opera (perduta) sul dovere. |                                                                                  |  |
| 135 - 51           | Posidonio              | Gli affetti vengono causati dalle parti irrazionali dell'anima. | 82-79 Dittatura di Silla                                                         |  |
| 106 - 43           | Cicerone               | Politico, Avvocato, Retore Rappresentò insegnamenti della Stoà e della Nuova Accademia È l'ispiratore dell'Umanesimo. | 70 Consolato di Pompeo e Crasso Idi di marzo 44: Assassinio di Cesare            |  |
| 4 a.C. - 65 d.C.   | Seneca                 | Autore che si occupò anche di questioni pratiche dell'etica. | 12 a.C. Augusto Pontifex Maximus                                                 |  |
| 50 – 138 ca.       | Epitteto               | Scrisse un manuale di morale. “Non i fatti preoccupano le persone, ma la loro visione dei fatti" | 54-68 Nerone 79 Eruzione del Vesuvio: distruzione di Pompei ed Ercolano          |  |
| 121 - 180          | Marco Aurelio          | Con i suoi "Dialoghi a se stesso" stabilì le sue proprie linee di condotta per agire in pratica. |                                                                                  |  |
| Scetticismo        |                        | |                                                                                  |  |
| 360 - 270          | Pirrone                | Fondatore dello scetticismo La verità non può essere stabilità né dalla percezione dei sensi, né dal giudizio |                                                                                  |  |
| 320 - 230 ca.      | Timone di Fliunte      | Scrisse versi derisori sui Dogmatici |                                                                                  |  |
| I secolo a.C.      | Enesidemo              | Riteneva necessaria la sospensione del giudizio (Epoché scettica). Enunciò a tal proposito i celebri dieci tropi | 43 a.C. - 17 n.Chr. Ovidio                                                       |  |
| I secolo a.C.      | Agrippa                | Filosofo scettico, enunciò i celebri cinque tropi, in aggiunta a quelli di Enesidemo |                                                                                  |  |
| 87 - 150           | Tolomeo                | Sviluppò il sistema geocentrico, influente nel medioevo. Scrisse una grande opera sulla matematica e astronomia | 55-117 Tacito                                                                    |  |
| 122 - 199          | Galeno                 | Scrisse un eccellente manuale di medicina |                                                                                  |  |
| 200 - 250          | Sesto Empirico         | Scritti contro la sillogistica e la religione |                                                                                  |  |
| * 220 ca.          | Diogene Laerzio        | Scrisse una storia greca della filosofia in 10 libri |                                                                                  |  |
| Neoplatonismo      |                        | |                                                                                  |  |
| 45 - 125 ca.       | Plutarco               | Estesi scritti sull'etica 23 biografie ("le vite parallele") contrapponendo sempre due personaggi, uno greco ed uno romano |                                                                                  |  |
| 150 - 200 ca.      | Celso                  | Acerbo critico del Cristianesimo |                                                                                  |  |
| 180 - 242 ca.      | Ammonio Sacca          | Fondatore della corrente filosofico-religiosa nel neoplatonismo Maestro di Plotino |                                                                                  |  |
| 205 - 270 ca.      | Plotino                | Influsso Persiano e Indiano nella dottrina delle tre ipostasi 1. L'Uno ineffabile si autogenera emanando il molteplice 2. L'Intelletto, identità di essere e pensare, sede delle idee 3. Anima si sdoppia diventando Anima del mondo Circolarità e polarità dell'Uno: processione e ritorno Filosofia come percorso salvifico e di liberazione per l'uomo |                                                                                  |  |
| 234 - 304 ca.      | Porfirio               | Avverso al cristianesimo ma molto influente sulla Patristica Scrisse trattato sulle categorie di Aristotele (Isagoghe) Fonte del problema degli Universali | 293 Riforme di Diocleziano                                                       |  |
| 250 - 330 ca.      | Giamblico              | Estese la teoria delle emanazioni di Plotino Teurgia e introduzione di pratiche magiche | 337 Battesimo di Costantino sul letto di morte                                   |  |
| 331 - 363 ca.      | Giuliano imperatore    | Tentativo di restaurazione della religione pagana |                                                                                  |  |
| 350 – 400 ca.      | Marziano Capella       | Definì il canone delle Sette arti Trivio: Grammatica, Retorica, Logica Quadrivio: Aritmetica, Geometria, Musica, Astronomia | 391 Cristianesimo religione di Stato Conquista di Roma dei Visigoti              |  |
| 410 - 485          | Proclo                 | Capo dell'Accademia Importante fonte per la scolastica ed il rinascimento | 476 Deposizione di Romolo Augusto da Odoacre fine dell'Impero romano d'Occidente |  |
| VI secolo d.C.     | Simplicio              | Emigrò in Persia dopo la chiusura dell'Accademia Scrisse commentari su Aristotele |                                                                                  |  |
| Gli alessandrini   |                        | |                                                                                  |  |
| 13 a.C. - 45 d.C.  | Filone di Alessandria  | "" |                                                                                  |  |
| 150 – 215 ca.      | Clemente Alessandrino  | Le teorie vere si raggiungono tramite la fede basata sulla conoscenza Dio è invisibile e impronunciabile |                                                                                  |  |
| 185 - 253          | Origene                | Spiegazione allegorica della bibbia La filosofia ha il compito di comprendere le scritture |                                                                                  |  |

## Filosofia medievale

### Patristica 100 - 2000
| Periodo                      | Filosofo            | Filosofia | Storia coeva |
| ---------------------------- | ------------------- | --- | ------------ |
| Padri della Chiesa           |                     | |              |
| * 150 ca.                    | Erma                | Scrisse critiche contro la filosofia |              |
| † 107                        | Ignazio d'Antiochia | "" |              |
| 69 - 155                     | Policarpo di Smirne | "" |              |
| Eretici e Gnosi              |                     | |              |
| * 125 ca.                    | Basilide            | L'anima è uno straniero smarrito sulla terra La sfera di dio si raggiunge staccandosi da tutte le cose terrene |              |
| * 150                        | Valentino           | "" |              |
| x - y                        | Marcione di Sinope  | "" |              |
| 216 - 276                    | Mani                | Religione persiana del Manicheismo Salvezza grazie alla vittoria della luce sulle tenebre |              |
| Apologeti                    |                     | |              |
| 100 - 163                    | Giustino            | La Filosofia conduce a Dio, ma le domande fondamentali trovano risposta solo nelle scritture. |              |
| 130 - 190                    | Atenagora           | Lettera di implorazione per i cristiani all'imperatore Marco Aurelio |              |
|                              | Taziano             | Discorso ai Greci |              |
| 120 - 200                    | Ireneo              | Come vescovo di Lione oppose gli eretici È considerato il fondatore della dogmaticità della chiesa |              |
| 160 - 225                    | Tertulliano         | Come primo scrisse in latino è creò importanti concetti del latino ecclesiastico La filosofia ha solo il compito di complementare la dottrina della chiesa                                                                                       |              |
| 200 - 258                    | Cipriano            | Battesimo dei bambini Sviluppò la dottrina della fede come pietà di dio |              |
| Sistematizzazioni Teologiche |                     | |              |
| 260 - 337                    | Ario di Alessandria | Contrastò la trinità divina Punto di partenza dell'Arianesimo |              |
| 298 - 373                    | Atanasio            | Sosteneva la trinità Oppositore di Ario |              |
| 260 - 337                    | Eusebio di Cesarea  | Grazie alle sue croniche vale come fondatore della storia ecclesiastica |              |
| 315 - 367                    | Ilario di Poitiers  | Importante rappresentante del trinitarismo "" |              |
| 335 - 394                    | Gregorio di Nissa   | Padre della chiesa per la chiesa ortodossa Insegnava l'infinità e i tre aspetti (Dreifaltigkeit) di dio |              |
| 340 - 397                    | Ambrogio di Milano  | Trinitario moderato Convertì Agostino |              |
| 354 - 430                    | Agostino            | Creò la teologia di fondo per quasi 1000 anni di storia Teoria della predestinazione: perdono per il peccato originale e salvezza per Grazia di Dio Nella Città di Dio propose la separazione di Stato e Chiesa Filosofia del tempo e del dubbio |              |
| 480 - 524                    | Severino Boezio     | Trattò il problema degli universali nei commentari a Proclo Prima della sua esecuzione scrisse la "Consolazione della Filosofia" |              |
| † 500 ca.                    | Pseudo-Dionigi      | Autore sconosciuto Tutto il visibile è solo una sembianza dell'invisibile L'ascensione all'Uno attraverso la purificazione, illuminazione e contemplazione                                                                                       |              |

### Scolastica 500 - 1400
| Periodo                                 | Filosofo                  | Filosofia | Storia coeva |
| --------------------------------------- | ------------------------- | --- | ------------ |
| Primo Medioevo                          |                           | |              |
| † 636                                   | San Isidoro di Siviglia   | Scrisse un'enciclopedia chiamata Etymologiae |              |
| † 662                                   | Massimo Confessore        | Commentò Agostino e Boezio |              |
| 675 - 750                               | Giovanni Damasceno        | Teologo Bizantino |              |
| 730 - 804                               | Alcuino                   | Diresse la scuola alla corte di Carlo Magno (Rinascimento Carolingio) Rese le "Sette arti liberali" (artes liberales) materia obbligatoria nell'istruzione. |              |
| 780 - 856                               | Rabano Mauro              | Scrisse l'enciclopedia "De universo" |              |
| 810 - 877                               | Giovanni Scoto Eriugena   | Filosofo naturale Irlandese che sottolineò il ruolo della ragione. Sistema filosofico con Dio come causa e scopo finale di tutto l'esistente Riprese la dottrina dell'emanzione da Plotino e rifiutò la predestinazione Agostiniana.                                                       |              |
| 950 - 1022 ca.                          | Notker Teutonicus         | Primo commentatore di Aristotele nel medioevo |              |
| Prima scolastica                        |                           | |              |
| † 1088                                  | Berengario di Tours       | Nel conflitto sull'Ultima Cena concepì pane e vino solo come sinnbildlich. Argomentò che l'uomo fosse creato in immagine di Dio nella sua razionalità. |              |
| 1005 - 1089                             | Lanfranco di Pavia        | Nel conflitto sull'Ultima Cena voleva seguire solo l'auctoritas, non la ragione. |              |
| 1006 - 1072                             | San Pier Damiani          | Si oppose all'immoralità del clero romano Coniò il motto della filosofia come ancella della teologia. |              |
| 1033 - 1109                             | Anselmo di Canterbury     | Applicò la dialettica come metodo alla teologia cristiana. Introdusse la prova ontologica di Dio Confessò con Agostino Credo, ut intelligam (Credo, per poter comprendere). |              |
| 1090 - 1160                             | Adelardo di Bath          | Durante gli studi in Spagna riconobbe la superiorità delle scienze arabe Tradusse testi arabi e divulgò le loro conoscenze in matematica, medicina e astronomia. |              |
| 1080 - 1145                             | Gilberto di Poitiers      | Rappresentatnte del realismo nella diatriba degli universali Distinse concettualmente "Dio" e "Divinità" come anche "individualità" e "singolarità" |              |
| 1050 - 1120                             | Roscellino                | Nominalista radicale Dedusse una posizione triteista dal nominalismo |              |
| † 1121                                  | Guglielmo di Champeaux    | Realista nella diatriba degli universali che si affermò contro Roscellino. Fondatore dello Stift San Vittorio |              |
| 1097 - 1147                             | Ugo di San Vittore        | Unì Misticismo e Filosofia naturale |              |
| 1079 - 1142                             | Pietro Abelardo           | Filosofo più significativo della prima scolastica Proponente del concettualismo nella diatriba sugli universali Sviluppò il metodo scolastico (Sic et non) Scrisse riguardo alla pace tra le religioni e sviluppò un'etica della responsabilità Ebbe un famoso affare romantico con Eloisa |              |
| 1100 - 1160                             | Pietro Lombardo           | Scrisse il manuale Sentenze |              |
| gest. 1151                              | Teodorico di Chartres     | Interpretazione moderna della Genesi |              |
| gest. nach 1150                         | Guglielmo di Conches      | Visione del mondo fortemente naturalistica |              |
| 1115 - 1180                             | Giovanni di Salisbury     | Concettualista, segretario di Thomas Becket Teoria dello stato con l'obbligo di moralità e virtù per le cariche pubbliche |              |
| 1120 - 1202                             | Alano di Lilla            | Sviluppò una teologia assiomatica partendo dall'unità dell'Uno |              |
| Filosofia araba ed ebraica nel Medioevo |                           | |              |
| 801 - 866                               | al Kindi                  | Introdusse la filosofia greca nel mondo arabo |              |
| 870 - 950                               | Al Farabi                 | Tradusse testi greci si occupò di matematica e musica |              |
| 980 - 1037                              | Avicenna                  | "Libro della Guarigione" come opera fondamentale Concettualismo ed emanazione |              |
| 1020 - 1068                             | Avicebron                 | La volontà divina è la sorgente della vita |              |
| 1126 - 1198                             | Averroè (Ibn Rušd)        | Commentari su Aristotele (Per Tommaso: "Il commentatore") L'anima individuale è mortale, ma lo spirito dell'Uomo è immortale La religione è per le masse, la filosofia invece ha bisogno di intelletto                                                                                     |              |
| 1135 - 1204                             | Mosè Maimonide            | Coloro che dubitano devono trovare la fede tramite l'intelletto etica dei valori |              |
| 1288 - 1344                             | Levi ben Gershon          | Averroista |              |
| Alta scolastica                         |                           | |              |
| 1170 - 1253                             | Roberto Grossatesta       | Si occupò di scienza naturale |              |
| 1170 - 1245                             | Alessandro di Hales       | Aristotelico Scrisse '’Quaestiones'’ seguendo il metodo scolastico |              |
| 1221 - 1274                             | Bonaventura da Bagnoregio | Riteneva importante l'illuminazione divina |              |
| 1200 - 1280                             | Alberto Magno             | Impressionanti conoscenze di scienza naturale Tra i primi a insegnare Aristotele |              |
| 1225 - 1274                             | Tommaso d'Aquino          | Armonia tra scienza e ragione Verità = adaequatio rei et intellectus Precedenza delle dottrine rivelate (sacramenti, giorno del giudizio, nascita da vergine) Dio come causa (causa efficiente) e fine (causa finale) virtù cardinali Immortalità dell'anima                               |              |
| † 1284                                  | Sigieri da Brabante       | Averroista Voleva insegnare Aristotele senza dottrine rivelate. |              |
| † 1286                                  | Boezio di Dacia           | Averroista |              |
| 1214 - 1294                             | Ruggero Bacone            | Primo empirismo con esperimenti pratici Si rivolse contro pregiudizi, abitudini e carenza di autocritica |              |
| 1226 - 1277                             | Pietro Ispano             | Compendio di logica |              |
| 1217 - 1293                             | Enrico di Gand            | Contro l'intellettualismo di Tommaso voleva tornare ad Agostino |              |
| 1243 - 1316                             | Egidio Romano             | Catalogo di 95 eresie |              |
| 1266 - 1308                             | Giovanni Duns Scoto       | Antagonista di Tommaso (Logico e matematico) La volontà ha precedenza sulla ragione Il bene è stabilito dalla volontà ed è superiore al vero |              |
| 1250 - 1320                             | Teodorico di Freiberg     | Ricercò il principio dell'arcobaleno |              |
| 1265 - 1321                             | Dante Alighieri           | Richiamo alla vocazione universale dei due poteri: civile e religioso Ideale della patria messo in pericolo dagli interessi particolari La cupidigia ostacola il raggiungimento del fine soprannaturale degli uomini                                                                       |              |
| Tarda scolastica                        |                           | |              |
| 1280 – 1347                             | Guglielmo di Ockham       | Il rasoio di Occam Contributi alla Logica e alla Filosofia del linguaggio Concetti non sono immagini, ma solo segni (Nominalismo) Separazione tra Stato e Chiesa |              |
| 1232 - 1316                             | Raimondo Lullo            | Averroista Magische Wahrheitsscheibe aus Begriffskombinationen |              |
| 1316 - 1390                             | Alberto di Sassonia       | Rettore dell'Università di Vienna |              |
| 1330 - 1382                             | Nicola d'Oresme           | Ritenne possibile l'eliocentrismo |              |
| 1335 - 1396                             | Marsilio di Inghen        | Cofondatore dell'Università di Heidelberg |              |
| † 1330                                  | Nicola di Autrecourt      | Principale esponente dello scetticismo medievale |              |
| 1300 - 1358                             | Giovanni Buridano         | Si occupò del libero arbitrio (l'Asino di Buridano) |              |
| 1340 - 1420                             | Pierre d'Ailly            | Come scettico insegnò il primato della volontà |              |
| Misticismo Medioevale                   |                           | |              |
| 1090 - 1153                             | Bernardo di Chiaravalle   | La virtù propriamente cristiana è l'umiltà |              |
| 1098 - 1179                             | Ildegarda di Bingen       | Regole generali per la vita e testi medicinali |              |
| gest. 1206                              | Amalrico di Bène          | Dio vive in tutte le creature (Panteismo) |              |
| 1135 - 1202                             | Gioacchino da Fiore       | Esponente del millenarismo medievale, attendeva il giorno del giudizio intorno al 1260 |              |
| 1260 - 1328                             | Maestro Eckhart           | La ragione non è compiuta senza la contemplazione |              |
| 1295 - 1366                             | Enrico Suso               | ““ |              |
| 1300 - 1366                             | Giovanni Taulero          | ““ |              |

## Umanesimo e Rinascimento 1400 - 1600
| Periodo                 | Filosofo                | Filosofia | Storia |
| ----------------------- | ----------------------- | --- | ------ |
| Poeti e artisti         |                         | |        |
| 1304 - 1374             | Petrarca                | Primo umanista Dissidio tra dimensione mondana e spirituale dell'uomo Recupero della filosofia agostiniana |        |
| 1313 - 1375             | Boccaccio               | Fondatore del romanzo italiano Rappresentazione naturalista dell'amore |        |
| 1452 - 1519             | Leonardo da Vinci       | Uomo universale: artista, architetto, tecnico e anatomista Sperimentazione e leggi matematiche sottese alla natura |        |
| 1475 - 1564             | Michelangelo Buonarroti | Pittore e scultore L'artista è come Dio che infonde l'idea nella materia |        |
| Umanesimo               |                         | |        |
| 1369 - 1444             | Leonardo Bruni          | Cancelliere repubblicano a Firenze |        |
| 1444 - 1485             | Rudolf Agricola         | Scrisse sul metodo del pensiero dialettico |        |
| 1455 - 1522             | Johannes Reuchlin       | Ebraista Andò controcorrente predicando la tolleranza per gli Ebrei. |        |
| 1454 - 1494             | Angelo Poliziano        | Insegnò letteratura greca e latina a Firenze Compositore di rime |        |
| 1459 - 1508             | Conrad Celtis           | Poeta, cartografo e storiografo |        |
| 1466 - 1536             | Erasmo da Rotterdam     | Agostiniano critico della chiesa, ma contrario allo scisma Oppositore di Lutero nel dibattito sul libero arbitrio A favore della tolleranza religiosa e rifiuto del nazionalismo e della guerra.                                                     |        |
| 1497 - 1560             | Filippo Melantone       | Combinò le idee della Riforma con la filosofia di Aristotele |        |
| 1517 - 1572             | Pietro Ramo             | Voleva sviluppare una nuova logica Fu assassinato nella "Notte di Bartolomeo" |        |
| Filosofi                |                         | |        |
| 1355 - 1450             | Giorgio Gemisto Pletone | Proveniente da Bisanzio, tradusse Platone Stimolò i Medici a rifondare l'Accademia. |        |
| 1401 - 1464             | Nicola Cusano           | Dio è un mondo "contratto" in cui gli opposti coincidono L'universo è l'esplicatio dell'Essere La conoscenza di Dio avviene per una "dotta ignoranza" Tentativo di quadratura del cerchio                                                            |        |
| 1403 - 1472             | Giovanni Bessarione     | Bizantino e Platonico fondò un'importante biblioteca |        |
| 1407 - 1457             | Lorenzo Valla           | Ricerche sulla libera volontà A favore di una valutazione positiva del piacere (ripresa dell'epicureismo) |        |
| 1433 - 1499             | Marsilio Ficino         | Primo direttore della nuova accademia a Firenze Platonismo e Cristianesimo uniti in una pia filosofia opposta al materialismo L'uomo riassume in sé gli estremi dell'universo L'Amore come movimento ascensivo dell'uomo e discensivo di Dio         |        |
| 1463 - 1494             | Pico della Mirandola    | Sostenitore della dignità dell'uomo Concilia neoplatonismo e aristotelismo secondo un ideale di armonia universale Dedito alla sapienza della cabbala cristiana                                                                                      |        |
| 1462 - 1524             | Pietro Pomponazzi       | Voleva Aristotele senza Tomismo e Averroismo Rifiuto dell'immortalità dell'anima |        |
| 1553 - 1592             | Michel de Montaigne     | Formulò il suo scetticismo in Essais |        |
| 1541 - 1603             | Pierre Charron          | Scrisse una famosa opera di filosofia morale |        |
| 1394 - 1476             | John Fortescue          | L'autorità del re dipende dal consenso pubblico, non da Dio |        |
| 1469 - 1527             | Niccolò Machiavelli     | Il dominio politico è da giudicare in termini di utilità non di morale I tre scopi della repubblica sono libertà dei cittadini, grandezza e benessere comune                                                                                         |        |
| 1478 - 1535             | Tommaso Moro            | Scrisse un'Utopia sul miglior modo per dare forma alle istituzioni pubbliche senza proprietà privata, con istruzione per tutti e libertà di religione                                                                                                |        |
| 1530 - 1596             | Jean Bodin              | Nel diritto naturale solo il popolo è sovrano |        |
| 1506 - 1582             | George Buchanan         | La sovranità del popolo implica diritto alla disobbedienza civile ““ |        |
| 1557 - 1638             | Johannes Althusius      | Lo Stato riposa su un contratto sociale. Il popolo è autonomo in senso politico e religioso. |        |
| 1548 - 1617             | Francisco Suárez        | Tarda scolastica Sostenne la libertà del singolo e l'idea del contrattualismo |        |
| 1575 - 1624             | Jakob Böhme             | Mistico: Dio come vita, forza e volontà Proponente del libero arbitrio e la libertà personale |        |
| 1583 - 1645             | Ugo Grozio              | Fondatore del diritto popolare (Völkerrecht) |        |
| La Riforma protestante  |                         | |        |
| 1330 - 1384             | John Wyclif             | Contestazione del potere politico del Papa |        |
| 1369 - 1415             | Jan Hus                 | La Bibbia è l'unica autorità Fondò il movimento degli hussiti |        |
| 1483 - 1556             | Martin Luther           | Considerato il padre spirituale della Riforma Contro le indulgenze, l'acquisto degli uffici (Aemterkauf), i pellegrinaggi e le caste La fede da soli, la Scrittura da soli, la grazia da soli                                                        |        |
| 1484 - 1531             | Ulrico Zwingli          | Camminò con Lutero contro le indulgenze e con Erasmo contro la guerra. |        |
| 1509 - 1564             | Giovanni Calvino        | Compilò il Catechismo di Ginevra e un ordine ecclesiastico fortemente disciplinato |        |
| Scienziati della natura |                         | |        |
| 1473 - 1543             | Niccolò Copernico       | Costruzione del sistema eliocentrico dalle osservazioni |        |
| 1493 - 1541             | Paracelsus              | Criticò la medicina tradizionale Sviluppò la conoscenza farmaceutica (Laudanum) |        |
| 1501 - 1576             | Girolamo Cardano        | Famoso come medico e matematico del giunto cardanico |        |
| 1509 - 1588             | Bernardino Telesio      | Polemica contro Aristotele ma utilizzo di metodologie aristoteliche Studio della natura secondo i suoi propri princìpi, cercandone le ragioni immanenti                                                                                              |        |
| 1529 - 1597             | Francesco Patrizi       | ““ |        |
| 1548 - 1600             | Giordano Bruno          | Annunciò l'infinità dei pianeti e dell'Universo Cultore della magia e dell'alchimia Dio è una fonte di eterno mutamento che pervade la natura Eroico furore per far trionfare il divino Morì sul rogo durante l'Inquisizione perché ritenuto eretico |        |
| 1568 - 1639             | Tommaso Campanella      | L'autocoscienza è condizione immediata dell'essere Essenza trinitaria dell'uomo Recupero di un sensismo neoplatonico a livello cosmico L'utopia cristiana de La città del sole                                                                       |        |
| 1564 - 1642             | Galileo Galilei         | Leggi sulla caduta dei gravi come esito della meccanica Il libro della natura è scritto nel linguaggio della matematica Abbandono delle essenze universali e conoscenza limitata alla quantità                                                       |        |
| 1571 - 1630             | Johannes Kepler         | Dimostrò matematicamente Copernico |        |
| 1592 - 1655             | Pierre Gassendi         | Dimostrò Keplero con il calcolo astronomico Si dichiarò filosofo atomista assieme ad Epicuro e Aristotele |        |
| 1642 - 1727             | Isaac Newton            | Scopri la legge della gravitazione universale. Formulò ipotesi e le provò. |        |

## Età moderna 1600 - 1800

### Età Barocca
| Periodo        | Filosofo            | Filosofia | Storia coeva |
| -------------- | ------------------- | --- | ------------ |
| Empirismo      |                     | |              |
| 1561 - 1626    | Francis Bacon       | Sapere è Potere Promosse la ricerca della conoscenza naturale Scrisse un'Utopia: La Nuova Atlantide                                                                                       |              |
| 1588 - 1679    | Thomas Hobbes       | Diritto di Natura: bellum omnium contra omnes homo homini lupus est Soluzione: Stato come contratto sociale                                                                               |              |
| 1632 - 1704    | John Locke          | La Coscienza è alla nascita una tabula rasa tutta la conoscenza proviene dai sensi (sensismo) Libertà, Uguaglianza, Persona e Proprietà sono diritti inalienabili                         |              |
| 1685 - 1753    | George Berkeley     | Empirista e Idealista Essere significa essere percepito (esse est percepi) Il Mondo è un fenomeno prodotto dalla Coscienza umana                                                          |              |
| 1694 - 1746    | Francis Hutcheson   | Empirista ed economista che mise la morale come principio primo ““ |              |
| 1711 - 1776    | David Hume          | Empirista e scettico Introdusse il principio dell'induzione nella domanda Critico della religione ed economista                                                                           |              |
| 1723 - 1790    | Adam Smith          | Non solo importante economista e teorico del liberalismo ma anche moralista che inventò l'osservatore esterno                                                                             |              |
| Razionalismo   |                     | |              |
| 1596 - 1650    | René Descartes      | Il dubbio sistematico come causa del cartesianismo Dualismo tra mente (res cogitans) e corpo (res extensa) Importante anche come matematico (geometria analitica) e teorico della scienza |              |
| 1623 - 1662    | Blaise Pascal       | Matematico (calcolo delle probabilità) e Letterato I Pensées sono pensieri personali sulla sofferenza e sulla fede                                                                        |              |
| 1632 - 1677    | Baruch Spinoza      | Dio come unica sostanza infinita (monismo) Panteismo |              |
| 1646 - 1716    | Leibniz             | Dottrina delle monadi (Monadologia) con Dio come monade suprema Armonia prestabilita (dualismo) Calcolo infinitesimale e calcolo combinatorio Primo teorizzatore dell'inconscio           |              |
| Occasionalismo |                     | |              |
| 1625 - 1699    | Arnold Geulincx     | Dio è „tempestivamente“ attivo nell'atto |              |
| 1638 - 1715    | Nicolas Malebranche | La connessione tra anima e corpo è attivata da Dio |              |
| Altri filosofi |                     | |              |
| 1533 - 1592    | Michel de Montaigne | Fondatore della saggistica Umanista e scettico |              |
| 1668 - 1744    | Giambattista Vico   | Filosofo della Storia intima correlazione tra Filosofia e Filologia |              |

### Illuminismo
| Periodo     | Filosofo                   | Filosofia | Storia coeva |
| ----------- | -------------------------- | --- | ------------ |
| Francia     |                            | |              |
| 1647 - 1706 | Pierre Bayle               | proto-illuminista ugonotto, scoprì la Cometa di Halley Promosse la libertà del sapere e la tolleranza religiosa Dictionnaire historique et critique |              |
| 1689 - 1755 | Montesquieu                | Filosofo della storia e teorico dello Stato Con l'idea della divisione dei poteri diede le fondamenta per la Costituzione statunitense              |              |
| 1694 - 1778 | Voltaire                   | Critico dell'assolutismo e del feudalesimo ““ |              |
| 1712 - 1778 | Rousseau                   | L'uomo è predeterminato Volontà generale (opinione comune) come regolativa Pedagogia come costruzione dell'istinto sociale                          |              |
| 1713 - 1784 | Denis Diderot              | Fondatore dell'Enciclopédie |              |
| 1717 - 1783 | Jean d'Alembert            | Matematico e Fisico Importante partecipazione nell'enciclopedia                                                                                     |              |
| 1709 - 1751 | La Mettrie                 | Materialista e critico della Religione L'anima è una funzione del corpo                                                                             |              |
| 1715 - 1771 | Helvétius                  | Sensista e materialista Collaboratore all'Enciclopédie                                                                                              |              |
| 1698 - 1759 | Maupertuis                 | Scoprì il principio del minimo effetto |              |
| 1715 - 1780 | Condillac                  | Sensista come John Locke Distinzione tra segno naturale e segno artistico (lingua e scrittura)                                                      |              |
| 1723 - 1789 | d'Holbach                  | Materialista, vide la religione come nemica della morale Lavorò sull'Enciclopedia                                                                   |              |
| 1735 - 1820 | Jean-Baptiste-René Robinet | Sensista |              |
| 1743 - 1794 | Condorcet                  | Enciclopedista liberale Rinunciò al suo titolo nobiliare                                                                                            |              |
| Inghilterra |                            | |              |
| 1678 - 1751 | Lord Bolingbroke           | Mandò Voltaire in esilio ““ |              |
| 1671 - 1713 | Lord Shaftsbury            | Scrisse sulla libertà e sulla morale Combatté contro l'egoismo di Hobbes                                                                            |              |
| 1728 - 1777 | Thomas Reid                | Fondatore della Scuola scozzese Filosofia del common sense come critica a Hume                                                                      |              |
| 1737 - 1797 | Edward Gibbon              | ““ |              |
| 1721 - 1793 | William Robertson          | ““ |              |
| 1729 - 1797 | Edmund Burke               | Anti-illuminista La gerarchia dello Stato è data dalla natura e da Dio                                                                              |              |
| 1723 - 1816 | Adam Ferguson              | ““ |              |
| Germania    |                            | |              |
| 1679 - 1754 | Christian Wolff            | Sistematizzatore della filosofia di Leibniz Lavorò a concetti fondamentali come „significato“, „attenzione“, „in sé“                                |              |
| 1700 - 1766 | Johann Christoph Gottsched | Seguace di Wolff Tradusse il dizionario di Bayle |              |
| 1712 - 177  | Christian August Crusius   | Contro Wolff Differenza tra fondamento della conoscenza e fondamento della realtà                                                                   |              |
| 1714 - 1762 | Baumgarten                 | Razionalista Scrisse il manuale con cui insegnò Kant                                                                                                |              |
| 1729 - 1781 | Gotthold Ephraim Lessing   | Scrittore che promosse la tolleranza per la religione Diede importanti stimoli all'estetica                                                         |              |
| 1729 - 1786 | Moses Mendelssohn          | Teorizzò l'unione tra le religioni Amico di Lessing                                                                                                 |              |
| 1728 - 1777 | Johann Heinrich Lambert    | Matematico e gnoseologo Ebbe stretti contatti epistolari con Kant                                                                                   |              |
| 1742 - 1798 | Christian Garve            | Filosofo popolare ed empirista Anonima e parziale recensione della "Critica della ragion pura"                                                      |              |
| 1736 - 1805 | Johannes Nikolaus Tetens   | Vicino a Leibniz e Wolff |              |
| 1724 - 1804 | Immanuel Kant              | Massimo teorico dell'illuminismo L'uomo ha la legge morale in sé Distinzione tra realtà conoscibile (fenomeno) e cosa in sé (noumeno)               |              |

## XIX secolo 1801-1900
| Periodo                        | Filosofo                         | Filosofia | Storia coeva |  |
| ------------------------------ | -------------------------------- | --- | ------------ |  |
| Romanticismo                   |                                  | |              |  |
| 1730 - 1788                    | Johann Georg Hamann              | Dopo la sua conversione combatté la differenza tra fede e ragione dell'illuminismo Contro Kant, vide la lingua come fonte del potere conoscitivo |              |  |
| 1744 - 1803                    | Johann Gottfried Herder          | Scolaro, ammiratore e successivamente forte critico di Kant Poeta, umanista, teologo e filosofo Diede stimoli importanti per la Filosofia del linguaggio e l'Antropologia filosofica |              |  |
| 1770 - 1843                    | Friedrich Hölderlin              | Poeta romantico in stretti contatti con Schelling e Hegel |              |  |
| 1743 - 1819                    | Friedrich Heinrich Jacobi        | La filosofia guida all'ateismo e al fatalismo La ragione si riferisce alla ricezione di cose ultrasensibili per le quali si può solo aver fede |              |  |
| 1772 - 1829                    | Friedrich Schlegel               | Filosofo della cultura e della lingua Fondò la scuola romantica |              |  |
| 1768 - 1834                    | Friedrich Schleiermacher         | Avversario di Hegel nell'università di Berlino Importanti stimoli per l'ermeneutica |              |  |
| L'Idealismo tedesco            |                                  | |              |  |
| 1762 - 1814                    | Johann Gottlieb Fichte           | Dalla ragione del soggetto nascono materia, spirito e idee come realtà oggettiva L'Io produce il non-Io, che è l'oggetto della conoscenza naturale Dalla coscienza e dall'Io attivo nascono la conoscenza e la libertà |              |  |
| 1775 - 1854                    | Friedrich Schelling              | L'Io e il mondo sono uniti nella coscienza di soggetto e oggetto Tutto è formato da due forze contrapposte - finito e infinito, ecc. Arte come organo della filosofia |              |  |
| 1770 - 1831                    | Georg Wilhelm Friedrich Hegel    | Il pensiero stabilisce la verità degli opposti Natura e Spirito sono manifestazioni del proprio intelletto conoscente Il divenire come dialettica di tesi, antitesi e sintesi Questo si rispecchia anche nello Spirito soggettivo (scienza naturale), nello Spirito oggettivo (etica e diritto) e nello Spirito assoluto (arte, religione, filosofia)          |              |  |
| Positivismo e scienza naturale |                                  | |              |  |
| 1798 - 1857                    | Auguste Comte                    | Rappresentò uno stretto determinismo e un quadro del mondo meccanicistico Interpretazione del mondo secondo i tre stadi (teologico, metafisico, positivo) |              |  |
| 1748 - 1832                    | Jeremy Bentham                   | Fondatore dell'utilitarismo |              |  |
| 1806 - 1873                    | John Stuart Mill                 | Continuò l'utilitarismo e promosse il suffragio universale Psicologia dell'associazione e teoria dell'induzione |              |  |
| 1820 - 1903                    | Herbert Spencer                  | Evoluzionismo come applicazione di Darwin alla società |              |  |
| 1773 - 1843                    | Jakob Friedrich Fries            | Cercò di unificare Kant e le nuove conoscenze psicologiche |              |  |
| 1776 - 1841                    | Johann Friedrich Herbart         | Logica come scienza delle condizioni del significato del concetto Pedagogo |              |  |
| 1781 - 1848                    | Bernard Bolzano                  | Importante logico |              |  |
| 1838 - 1916                    | Ernst Mach                       | Importante scienziato ed empirista Il significato di una teoria dipende dai suoi utilizzi |              |  |
| 1843 - 1896                    | Richard Avenarius                | Con Mach fondatore del criticismo empirico |              |  |
| 1834 - 1919                    | Ernst Haeckel                    | Ampliò la teoria evoluzionistica Pose Dio uguale alle leggi naturali |              |  |
| 1817 - 1881                    | Rudolf Hermann Lotze             | Combatté il vitalismo Il fondamento ultimo del mondo è la personalità Con il concetto di valore (Geltung) diede i fondamenti per la filosofia del valore |              |  |
| Materialismo                   |                                  | |              |  |
| 1804 - 1872                    | Ludwig Feuerbach                 | Anche i pensieri e le idee sono forme esteriori della materia La religione è un fenomeno antropologico (=afferma di ridurre la teologia ad antropologia; secondo lui l'uomo proietta in Dio le proprie aspirazioni e desideri insoddisfatti, creando un idolo in cui si aliena).                                                                               |              |  |
| 1806 - 1856                    | Max Stirner                      | Ognuno in sé è solo proprio Spirito, libertà e valore non si occupano della realtà |              |  |
| 1818 - 1883                    | Karl Marx                        | L'essere sociale determina la coscienza I filosofi non devono interpretare il mondo ma cambiarlo |              |  |
| 1820 - 1895                    | Friedrich Engels                 | Compagno filosofico di Marx |              |  |
| 1822 - 1893                    | Jakob Moleschott                 | Energia come circolo di natura Filosofo popolare |              |  |
| 1824 - 1899                    | Ludwig Büchner                   | Sensista e filosofo popolare |              |  |
| Trascendentalisti              |                                  | |              |  |
| 1803-1882                      | Ralph Waldo Emerson              | Esistenzialismo Fiducia in se stessi, perfezionismo sovramorale, Oltreanima, gli umori determinano le visioni del mondo, pensatore come rivoluzionario culturale, poeta come liberatore, ideale di un uomo oltre l'uomo, amore della vita intramondana, pensiero affermativo.                                                                                  |              |  |
| 1817-1862                      | Henry David Thoreau              | Esistenzialismo Fiducia in sé, individualismo solitario, disobbedienza civile, autarchia intellettuale, autenticità, vita nell'eterno presente, filosofia della casa |              |  |
| Pensatori solitari             |                                  | |              |  |
| 1797 - 1855                    | Antonio Rosmini                  | Critica dell'illuminismo e del sensismo. Origine delle idee: una sola idea innata, quella dell'essere. Principio di sussidiarietà. |              |  |
| 1767 - 1835                    | Wilhelm von Humboldt             | Umanismo e politica della cultura Il modo proprio della comunità linguistica stabilisce l'autocomprensione L'uomo di Stato è rappresentante del popolo e non educatore |              |  |
| 1798 - 1837                    | Giacomo Leopardi                 | Precursore del esistenzialismo. Grande pensatore controcorrente. L'infelicità è destinata a ogni cosa. Il non senso del tutto. La morte naturale come strumento di salvezza. Critica alla illusioni della società. La ragione e il piacere come strumenti di salvezza o condanna. Scopo della vita deve essere la solidarietà umana dettata dalla razionalità. |              |  |
| 1788 - 1860                    | Arthur Schopenhauer              | Il mondo esterno è apparenza Le rappresentazioni nel tempo e nello spazio sono prodotte dalla Volontà L'egoismo come principale fonte di sofferenze può trovare pace solo attraverso l'arte Etica fondata sulla compassione |              |  |
| 1813 - 1855                    | Sören Kierkegaard                | L'uomo non è capace della trascendenza Categorie fondamentali di esistenza, angoscia, libertà, scelta L'esistenza si esplica nei gradi della vita estetica, della vita etica e della religione |              |  |
| 1844 - 1900                    | Friedrich Nietzsche              | Grande pensatore antisistematico Contrapposizione tra apollineo (razionale) e dionisiaco (artistico/vitale) La verità si adagia sul mito, lingua e concetti sono antropomorfi La vera realtà ha sempre una prospettiva soggettiva La morale moderna è un segno della debolezza Nichilismo in cui si legano oltreuomo, eterno ritorno e volontà di potenza      |              |  |
| 1887 - 1910                    | Carlo Michelstaedter             | La rettorica ci fa perdere di vista la conquista di sé (persuasione) |              |  |
| 1871 - 1941                    | Giuseppe Rensi                   | Nichilismo e pessimismo Non è possibile una ragione universale La vita è in costante dissimmetria e squilibrio |              |  |
| Neokantismo                    |                                  | |              |  |
| 1814 - 1908                    | Eduard Zeller                    | Fondatore della gnoseologia come disciplina |              |  |
| 1814 - 1912                    | Otto Liebmann                    | "Zurück zu Kant!" (Bisogna tornare a Kant) |              |  |
| 1828 - 1878                    | Friedrich Albert Lange           | Una storiografia critica del materialismo |              |  |
| 1842 - 1918                    | Hermann Cohen                    | Non concetti ma giudizi sono il fondamento del pensiero umano Fondatore della Scuola di Marburgo |              |  |
| 1854 - 1924                    | Paul Natorp                      | Si occupò soprattutto della logica delle scienze Rifiuta l'esistenza della "cosa in sé" e delle intuizioni indipendenti dall'intelletto |              |  |
| 1860 - 1928                    | Karl Vorländer                   | Storico della filosofia e marxista Biografo e editore di Kant |              |  |
| x - y                          | Rudolf Stammler                  | Filosofo del diritto |              |  |
| 1848- 1915                     | Wilhelm Windelband               | Dottrina dei valori universali Verità nel pensare, bontà nel volere, bellezza nel sentire Capire Kant significa andare oltre |              |  |
| 1863 - 1936                    | Heinrich Rickert                 | Filosofia dei valori Scienza della cultura contro Scienza della Natura |              |  |
| 1875 - 1915                    | Emil Lask                        | Teoria delle categoria e dei giudizi |              |  |
| 1877 - 1942                    | Bruno Bauch                      | ““ |              |  |
| 1869 - 1947                    | Jonas Cohn                       | ““ |              |  |
| 1869 - 1955                    | Robert Reiniger                  | Problema psicofisico e filosofia dei valori |              |  |
| 1874 - 1945                    | Ernst Cassirer                   | Storia dell'epistemologia Filosofia delle forme simboliche |              |  |
| 1844 - 1924                    | Alois Riehl                      | Criticismo per rendere attuale Kant |              |  |
| 1875 - 1947                    | Richard Hönigswald               | Il problema del "dato" Teoria generale del metodo |              |  |
| 1852 - 1933                    | Hans Vaihinger                   | "Philosophie des Als Ob" fondatore della rivista "Kant - Studien" |              |  |
| Psicologismo                   |                                  | |              |  |
| 1801 - 1887                    | Gustav Theodor Fechner           | Voleva osservare i comportamenti fisici nella psicologia ““ |              |  |
| 1832 - 1920                    | Wilhelm Wundt                    | Propose un parallelismo psicofisico Fondatore del primo istituto di psicologia sperimentale Lavori sulla logica e sull'induzione |              |  |
| 1798 - 1854                    | Friedrich Eduard Beneke          | Promosse una filosofia anti-idealista sulle basi della psicologia induttiva ““ |              |  |
| 1851 - 1914                    | Theodor Lipps                    | ““ |              |  |
| 1842- 1906                     | Eduard von Hartmann              | Realismo critico Filosofia dell'inconscio |              |  |
| 1838 - 1917                    | Franz Brentano                   | Fondatore della psicologia dell'azione Coniò il concetto di intenzionalità Diede le prime direttive per la scuola fenomenologica di Husserl |              |  |
| 1853 - 1920                    | Alexius Meinong                  | Fondatore della Gegenstandstheorie Importanti contributi alla psicologia gestaltista Ricerca della contrapposizione tra sentimento e desiderio |              |  |
| Pragmatismo                    |                                  | |              |  |
| 1839 - 1914                    | Charles Sanders Peirce           | La conoscenza è uno scambio tra dubbio e convinzione Formulò il fallibilismo e il metodo dell'abduzione Con la sua semiotica diede le basi per la filosofia del linguaggio |              |  |
| 1842 - 1910                    | William James                    | Scettico e forte empirista Le teorie si verificano con la spiegazione utile |              |  |
| 1859 - 1952                    | John Dewey                       | Pragmatismo nell'ambito della pedagogia e della sociologia |              |  |
| 1863 - 1931                    | George Herbert Mead              | Interazionismo simbolico Comportamentismo sociale |              |  |
| 1864 - 1937                    | Ferdinand Canning Scott Schiller | Rappresentante del pragmatismo inglese orientato verso James |              |  |
| Filosofia della vita           |                                  | |              |  |
| 1833 - 1911                    | Wilhelm Dilthey                  | Esperienza dei nessi – Differenza di spiegazione e comprensione Sviluppo dell'ermeneutica anche nell'arte, nel diritto e nella religione |              |  |
| 1849 - 1941                    | Henri Bergson                    | Il tempo esperito come stato dell'anima L'intuizione permette la conoscenza dell'essenza del tutto |              |  |
| 1867 - 1941                    | Hans Driesch                     | Rappresentante del neovitalismo |              |  |
| 1872 - 1956                    | Ludwig Klages                    | Contrapposizione tra anima e corpo Gnoseologia come scienza della coscienza |              |  |
| 1858 - 1918                    | Georg Simmel                     | La verità è un regno di valori indipendente dalla psiche Il dovere (Sollen) è una categoria originaria |              |  |
| 1871 - 1922                    | Marcel Proust                    | La vita come una materia che dev'essere posta continuamente in autoanalisi. |              |  |

## XX secolo

### Scienziati, critica culturale e storica, fenomenologia, realismo critico
| Periodo                     | Filosofo                      | Filosofia | Storia coeva |  |
| --------------------------- | ----------------------------- | --- | ------------ |  |
| Scienziati                  |                               | |              |  |
| 1858 - 1947                 | Max Planck                    | Scoprì l'effetto quantico Compagno di Einstein |              |  |
| 1879 - 1955                 | Albert Einstein               | La sua teoria della relatività condizionò il quadro mondiale „Dio non gioca a dadi“ – ricercò la prova del determinismo                                           |              |  |
| 1901 - 1976                 | Werner Karl Heisenberg        | Il principio di indeterminazione scosse il determinismo |              |  |
| 1885 - 1962                 | Niels Bohr                    | Il principio di complementarità mostra che tutte le scoperte sono fondate su teorie                                                                               |              |  |
| 1887 - 1961                 | Erwin Schrödinger             | La meccanica ondulatoria come ulteriore fondamento della fisica moderna Gatto di Schrödinger e salto quantico                                                     |              |  |
| 1900 - 1958                 | Wolfgang Pauli                | Contributo essenziale alla meccanica quantistica di Heisenberg Scambio epistolare con C.G. Jung sul problema psicofisico                                          |              |  |
| 1912 - 2007                 | Carl Friedrich von Weizsäcker | Fisico quantistico, astrofisico e filosofo Unì religione, contemplazione orientale e filosofia Filosofia del tempo                                                |              |  |
| 1856 - 1939                 | Sigmund Freud                 | Psicoanalisi: Io, Es, Super-Io |              |  |
| 1870 - 1937                 | Alfred Adler                  | Fondatore della psicologia individuale |              |  |
| 1875 - 1961                 | Carl Gustav Jung              | Psicologia analitica |              |  |
| 1875 - 1965                 | Albert Schweitzer             | Lambaréné Importanti lavori in filosofia morale |              |  |
| 1879 - 1963                 | Karl Bühler                   | Importante teorico del linguaggio Rappresentante della scuola di Würzburg                                                                                         |              |  |
| 1882 - 1961                 | Percy Williams Bridgman       | Fisico dell'alta pressione Operazionalismo |              |  |
| 1882 - 1961                 | Norbert Wiener                | Fondatore della cibernetica |              |  |
| Critica storica e culturale |                               | |              |  |
| 1880 - 1936                 | Oswald Spengler               | „Decadenza dell'occidente“ Filosofia della cultura pessimista |              |  |
| 1883 - 1953                 | José Ortega y Gasset          | Vicino alla filosofia della vita |              |  |
| 1856 - 1915                 | Karl Lamprecht                | Vide contro lo storicismo delle regolarità nella storia |              |  |
| 1880 - 1962                 | Theodor Litt                  | Filosofo della cultura e pedagogo |              |  |
| 1889 - 1975                 | Arnold J. Toynbee             | La storia è evolutiva e aperta ai risultati Rottura dall'eurocentrismo                                                                                            |              |  |
| 1882 - 1963                 | Eduard Spranger               | Si riallacciò alla filosofia della vita |              |  |
| 1892 - 1964                 | Alexandre Koyré               | Storia della scienza Hegel |              |  |
| 1903 - 1974                 | Joachim Ritter                | Filosofia pratica come ermeneutica Dizionario storico della filosofia                                                                                             |              |  |
| 1920 - 1996                 | Hans Blumenberg               | Metaforologia |              |  |
| 1926 -                      | Hermann Lübbe                 | Filosofia trascendentale e storia |              |  |
| 1928 - 2015                 | Odo Marquard                  | Filosofia scettica della finitezza |              |  |
| 1927 - 2018                 | Robert Spaemann               | Etica su fondamenti cristiani |              |  |
| Fenomenologia               |                               | |              |  |
| 1859 - 1938                 | Edmund Husserl                | Mira ad una stretta scientificità della filosofia e della logica contro lo psicologismo Attraverso il metodo della riduzione fenomenologica si arriva all'essenza |              |  |
| 1891 - 1942                 | Edith Stein                   | Monaca cattolica di origine ebraica; uccisa ad Auschwitz Fondazione filosofica della psicologia                                                                   |              |  |
| 1902 - 1991                 | Ludwig Landgrebe              | Filosofia trascendentale della storia fondata in maniera fenomenologica                                                                                           |              |  |
| 1893 - 1970                 | Roman Ingarden                | Fenomenologia nell'ambito dell'arte |              |  |
| 1899 - 1959                 | Alfred Schütz                 | Sociologia fenomenologica |              |  |
| 1883 - 1917                 | Adolf Reinach                 | Fenomenologia del diritto Nella filosofia del linguaggio sviluppò una teoria degli atti linguistici                                                               |              |  |
| 1888 - 1966                 | Hedwig Conrad-Martius         | Ricerche sul problema della realtà |              |  |
| 1870 - 1941                 | Alexander Pfänder             | L'uomo come trinità di corpo, anima e spirito |              |  |
| 1903 - 1991                 | Otto Friedrich Bollnow        | Unì la fenomenologia all'esistenzialismo, ermeneutica e pedagogia                                                                                                 |              |  |
| 1889 - 1964                 | Oskar Becker                  | Fenomenologia della geometria ruolo negativo al tempo del nazismo                                                                                                 |              |  |
| 1906 - 1995                 | Emmanuel Lévinas              | Critica dell'ontologia Opposizione alla totalità Filosofia all'Altro                                                                                              |              |  |
| 1908 - 1961                 | Maurice Merleau-Ponty         | Fenomenologia del corpo e della percezione |              |  |
| 1923 - 2004                 | Heinrich Rombach              | Sviluppò un'ontologia strutturale |              |  |
| Realismo critico            |                               | |              |  |
| 1862 - 1915                 | Oswald Külpe                  | Rappresentante della scuola di Würzburg e della psicologia cognitiva Kantiano                                                                                     |              |  |
| 1882 - 1950                 | Nicolai Hartmann              | Ontologia come superamento della contrapposizione tra materialismo e idealismo                                                                                    |              |  |
| 1863 - 1952                 | George Santayana              | ... |              |  |
| 1888 - 1967                 | Aloys Wenzl                   | ... |              |  |

### Antropologia filosofica, filosofia dell'esistenza, filosofia sociale
| Periodo                 | Filosofo                 | Filosofia | Storia coeva |
| ----------------------- | ------------------------ | --- | ------------ |
| Antropologia filosofica |                          | |              |
| 1864 - 1944             | Jakob Johann von Uexküll | Diede fondamenti importanti alla biologia Differenza tra mondo delle marche e mondo degli effetti |              |
| 1874 - 1928             | Max Scheler              | Etica dei valori materiale la persona è l'essere che esponendosi nell'apertura (Weltoffenheit) scopre di essere privo di una forma predefinita e bisognoso di un processo di formazione (Bildung), cioè di nascere una seconda volta |              |
| 1892 - 1985             | Helmuth Plessner         | Posizionalità eccentrica Leggi antropologiche dell'arte naturale, immediatezza mediata, il luogo utopico |              |
| 1904 - 1976             | Arnold Gehlen            | L'uomo come divenire incompleto Culture ed istituzioni come compensazione |              |
| 1888-1965               | Erich Rothacker          | Antropologia culturale |              |
| *1928                   | Helmut Fahrenbach        | Antropologia ed esistenzialismo |              |
| *1943                   | Karl-Siegbert Rehberg    | Sociologia della conoscenza e dei processi culturali |              |
| Esistenzialismo         |                          | |              |
| 1889 - 1976             | Martin Heidegger         | Ontologia fenomenologica – l'essere è nell'Esserci (Dasein); Esserci = essere-nel-mondo Esistenziali contrapposti alle categorie – apertura della Cura – esposizione della temporalità (Zeitlichkeit)                                |              |
| 1905 - 1980             | Jean-Paul Sartre         | L'esistenza precede il divenire L'uomo è condannato alla libertà La responsabilità non può essere trasmessa |              |
| 1911 - 1995             | Emil Cioran              | Pensatore solitario |              |
| 1913 - 1960             | Albert Camus             | L'insensatezza del mondo è fatto Sisifo come metafora della situazione assurda della vita umana |              |
| 1883 - 1969             | Karl Jaspers             | L'uomo non può abbracciare la propria totalità Le situazioni limite mostrano la dubbiezza della visione scientifica del mondo |              |
| 1889 - 1941             | Hans Lipps               | Filosofia dell'esistenza sulle basi della filosofia del linguaggio |              |
| 1897 - 1973             | Karl Löwith              | Filosofia stoica e scettica |              |
| 1918 - 1991             | Luigi Pareyson           | "" |              |
| Filosofia sociale       |                          | |              |
| 1864 - 1920             | Max Weber                | Scienza libera dal giudizio di valore delle classi sociali Etica della responsabilità ed etica della convinzione |              |
| 1927 – 1998             | Niklas Luhmann           | Fondatore della teoria sistematica della sociologia Variante del costruttivismo radicale La comunicazione come elemento semplice guida la società                                                                                    |              |
| 1897 - 1990             | Norbert Elias            | Sul processo di civilizzazione Sull'emergere del valore Scienza dell'uomo |              |
| 1900 - 1980             | Erich Fromm              | „L'arte di amare“ Critico sociale |              |

### Positivismo logico, filosofia analitica, logicismo, razionalismo critico
| Periodo              | Filosofo                 | Filosofia | Storia coeva |
| -------------------- | ------------------------ | --- | ------------ |
| Positivismo logico   |                          | |              |
| 1882 - 1936          | Moritz Schlick           | Fisico e teorico della scienza Fondatore del Circolo di Vienna |              |
| 1896 - 1959          | Friedrich Waismann       | Opere sulla logica e la filosofia del linguaggio |              |
| 1902 - 1988          | Herbert Feigl            | ““ |              |
| 1882 - 1945          | Otto Neurath             | Coautore del manifesto "Per una concezione scientifica del mondo" Metodo della pedagogia visiva |              |
| 1880 - 1975          | Victor Kraft             | ““ |              |
| 1902 - 1985          | Karl Menger              | ““ |              |
| 1906 - 1978          | Kurt Gödel               | Teoremi di incompletezza di Gödel Una teoria assiomatica non può dimostrare la propria consistenza |              |
| 1879 - 1934          | Hans Hahn                | ““ |              |
| 1884 - 1966          | Philipp Frank            | ““ |              |
| 1895 - 1945          | Felix Kaufmann           | ““ |              |
| 1891 - 1970          | Rudolf Carnap            | Analisi logica del linguaggio della scienza Problemi illusori della filosofia (Metafisica) Logica modale e induzione basata sul calcolo delle probablilità                                                           |              |
| 1916 - 2003          | Georg Henrik von Wright  | Sviluppo di una logica deontica dalla logica modale Rappresentante norvegese del Circolo di Vienna |              |
| 1910 - 1989          | Alfred Jules Ayer        | Autore di Language, Truth and Logic (Linguaggio, verità e logica) Rappresentante Britannico del Circolo di Vienna |              |
| 1891 - 1953          | Hans Reichenbach         | La verità non può essere dedotta dall'osservazione/percezione la conoscenza consiste in conclusioni basate sulla probabilità                                                                                         |              |
| 1905 - 1997          | Carl Gustav Hempel       | Schema di Hempel-Oppenheim Una spiegazione è data quando sono soddisfatte certe condizioni di adeguatezza |              |
| Filosofia analitica  |                          | |              |
| 1848 - 1925          | Gottlob Frege            | Opere Sul concetto e Sul senso e sul significato Fondamenti della nuova logica |              |
| 1873 - 1958          | George Edward Moore      | Fallacia naturalistica Metodo analitico alle basi del senso comune |              |
| 1872 - 1970          | Bertrand Russell         | Fondazione della matematica sulla logica (logicismo) Paradosso di Russell nell'insiemistica Atomismo logico nella filosofia della lingua                                                                             |              |
| 1861 - 1947          | Alfred North Whitehead   | "Principia Mathematica" con Russell Metafisica per processi e realtà |              |
| 1887 - 1971          | Charles Dunbar Broad     | Teoria dell'emergere |              |
| 1889 - 1951          | Ludwig Wittgenstein      | Analisi della lingua per chiarire confusioni Tavole di verità Giochi linguistici e famiglie di linguaggi |              |
| 1900 - 1976          | Gilbert Ryle             | Mito dello "Ghost in the Machine" (lo spirito nella macchina) Errore categoriale = concetto errato nel contesto |              |
| 1911 - 1960          | John Langshaw Austin     | Teoria degli atti linguistici Locuzione = espressione; illocuzione = funzione dell'espressione; perlocuzione = conseguenza dell'espressione                                                                          |              |
| 1919 - 2002          | Richard Mervyn Hare      | Lingua della morale è soprattutto prescrittiva |              |
| 1919 - 2006          | Peter Frederick Strawson | I singoli oggetti determinabili nello spazio/tempo sono reali Il porre stati di cose astratti equivalenti alla realtà è metafisica Le teorie con il maggior successo sopravvivono                                    |              |
| 1908 - 2000          | Willard Van Orman Quine  | Una teoria può essere confutata solo nella sua totalità (Olismo) Ogni elemento dell'osservazione e ogni espressione sono carichi di teoria Empirismo stretto e esigenza di naturalismo = fine della filosofia        |              |
| 1932 -               | John Rogers Searle       | Ulteriore sviluppo della teoria degli atti linguistici Esperimento mentale della stanza cinese |              |
| 1912 - 1989          | Wilfrid Sellars          | ““ |              |
| 1917 - 2003          | Donald Davidson          | Teoria del senso/significato |              |
| 1925 - 2011          | Michael Dummett          | Limiti della teoria del significato |              |
| 1919 - 2001          | Elizabeth Anscombe       | Filosofia femminista Coeditrice delle opere di Wittgenstein |              |
| 1932 - 2013          | Fred Dretske             | Analisi del concetto di informazione nell'ambito dell'epistemologia e filosofia della mente |              |
| 1941 - 2001          | David Lewis              | Contributi alla teoria dei giochi filosofia della mente ontologia e metafisica |              |
| 1930 - 2023          | Ernst Tugendhat          | Filosofia del linguaggio e Filosofia dell'ego Etica ed antropologia |              |
| 1941 -               | Eike von Savigny         | Filosofia del linguaggio |              |
| 1939 -               | Peter Hacker             | Interprete di Wittgenstein |              |
| 1944 -               | Peter Bieri              | Filosofia analitica del linguaggio e della mente |              |
| 1945 -               | Ansgar Beckermann        | Fisicalismo - Problema dei Qualia Determinismo: libertà è il coincidere di pensare e volere |              |
| Logicismo            |                          | |              |
| 1858 - 1932          | Giuseppe Peano           | Assiomi di Peano Il latino senza declinazioni come lingua base |              |
| 1862 - 1943          | David Hilbert            | Definizioni di concetti e dimostrazioni nella matematica |              |
| 1878 - 1956          | Jan Łukasiewicz          | ““ |              |
| 1901 - 1983          | Alfred Tarski            | Formulò una teoria della verità molto discussa Constatazione di un livello di metalinguaggio |              |
| Razionalismo critico |                          | |              |
| 1902 - 1994          | Karl Raimund Popper      | Una conoscenza certa non è possibile Le teorie scientifiche devono poter essere falsificate Un'ipotesi è tanto migliore quanto viene testata Proposta di una società aperta fondata sul metodo della prova ed errore |              |
| 1919 - 2003          | Ernst Topitsch           | Criticò le conoscenze presunte basate su formule vuote Amico di Albert, distante da Popper |              |
| 1881 - 1973          | Hans Kelsen              | Positivista del diritto coerente Vicino a Kant |              |
| 1921 - 2023          | Hans Albert              | Filosofo sociale – Positivismusstreit Münchhausen-Trilemma |              |

### Filosofia politica, comunitarismo, neomarxismo e teoria critica
| Periodo                      | Filosofo                   | Filosofia | Storia coeva |
| ---------------------------- | -------------------------- | --- | ------------ |
| Filosofia Politica           |                            | |              |
| 1869 - 1966                  | Friedrich Wilhelm Foerster | Filosofo morale Pacifista - NS-Gegner                                                                                  |              |
| 1906 - 1975                  | Hannah Arendt              | natura del potere, analisi sulla politica, l'autorità e il totalitarismo l'uomo trova se stesso nella vita comune      |              |
| 1909 - 1997                  | Isaiah Berlin              | Libertà negativa e positiva                                                                                            |              |
| 1888 - 1985                  | Carl Schmitt               | ““ |              |
| 1902 - 1992                  | Günther Anders             | ““ |              |
| 1899 - 1973                  | Leo Strauss                | Neoconservatismo |              |
| 1901 - 1985                  | Eric Voegelin              | Teoria dello Stato |              |
| 1938 - 2002                  | Robert Nozick              | Teoria della società libertaria                                                                                        |              |
| *1946                        | Wolfgang Kersting          | Teoria del contratto di Rawls                                                                                          |              |
| Comunitarismo                |                            | |              |
| *1929 - 2023                 | Amitai Etzioni             | La società attiva |              |
| *1931                        | Charles Taylor             | " |              |
| *1935                        | Michael Walzer             | Critico del liberalismo                                                                                                |              |
| Neomarxismo e Teoria critica |                            | |              |
| 1873 - 1937                  | Max Adler                  | Austromarxismo |              |
| *1891 - 1937                 | Antonio Gramsci            | Coniò il concetto di società civile                                                                                    |              |
| 1885 - 1971                  | György Lukács              | Definì il concetto marxiano di reificazione                                                                            |              |
| 1892 - 1940                  | Walter Benjamin            | ““ |              |
| 1885 - 1975                  | Ernst Bloch                | ““ |              |
| 1895 - 1973                  | Max Horkheimer             | Fondatore della Scuola di Francoforte Critica della ragione strumentale con Adorno nella "Dialettica dell'illuminismo" |              |
| 1898 - 1979                  | Herbert Marcuse            | |              |
| 1899 - 1990                  | Alfred Sohn-Rethel         | Gnoseologia materialista Pensiero astratto come conseguenza dello scambio di merce astratto                            |              |
| 1907 - 1995                  | Leo Kofler                 | Teoria critica indipendente                                                                                            |              |
| 1903 - 1969                  | Theodor W. Adorno          | Dialettica negativa Teorie estetiche e filosofia della musica                                                          |              |
| *1929                        | Jürgen Habermas            | Conoscenza e interesse Teoria dell'atto comunicativo                                                                   |              |
| *1931 - 2012                 | Alfred Schmidt             | ““ |              |
| 1934-2004                    | Peter Bulthaup             | ““ |              |
| 1943-2013                    | Costanzo Preve             | Comunismo comunitario                                                                                                  |              |
| *1949                        | Axel Honneth               | Teoria del riconoscimento                                                                                              |              |
| 1903-1993                    | Hans Jonas                 | "Agisci in modo che le conseguenze della tua azione siano compatibili con la sopravvivenza delle generazioni future"   |              |

### Filosofia giudaica, filosofia della religione, altri filosofi
| Periodo                   | Filosofo                       | Filosofia | Storia coeva |
| ------------------------- | ------------------------------ | --- | ------------ |
| Filosofia ebraica         |                                | |              |
| 1897 - 1982               | Gershom Scholem                | ““ |              |
| 1878 - 1965               | Martin Buber                   | Filosofia del Tu Filosofia del dialogo                                                                                   |              |
| 1886 - 1929               | Franz Rosenzweig               | Dialogo interreligioso                                                                                                   |              |
| Filosofia della religione |                                | |              |
| 1886 - 1965               | Paul Tillich                   | Socialista religioso Vicino al criticismo                                                                                |              |
| 1886 - 1968               | Karl Barth                     | Teologia dialettica Chiesa permissiva                                                                                    |              |
| 1884 - 1976               | Rudolf Bultmann                | Demitologizzazione dei testi Ontologia dell'esistenza                                                                    |              |
| 1904 - 1997               | Josef Pieper                   | Neotomista Antropologia filosofica                                                                                       |              |
| 1903 - 1992               | Johann Baptist Lotz            | Neotomista Esistenzialismo                                                                                               |              |
| 1885 - 1965               | Romano Guardini                | Esposizione esistenziale delle vite e dei pensieri                                                                       |              |
| Altri filosofi            |                                | |              |
| 1882 - 1937               | Pavel Aleksandrovič Florenskij | Metafisica concreta Filosofia dello sguardo                                                                              |              |
| 1900 - 2002               | Hans-Georg Gadamer             | Ermeneutica |              |
| 1921 - 2002               | John Rawls                     | Teoria della giustizia Liberalismo politico                                                                              |              |
| 1922 - 2017               | Karl-Otto Apel                 | Trasformazione della filosofia trascendentale Filosofia del discorso Teoria dell'agire comunicativo (etica comunicativa) |              |
| *1946                     | Peter Singer                   | Concetto della persona come problema dell'etica Eutanasia e aborto                                                       |              |
| *1947                     | Peter Sloterdijk               | Critico della ragione cinica Visione psico-storica degli accadimenti del mondo                                           |              |
| *1953                     | Norbert Bolz                   | Filosofo dei media |              |
| 1953                      | Wilhelm Schmid                 | Filosofia dell'arte di vivere                                                                                            |              |
| 1943                      | Gerhard Vollmer                | Teoria della conoscenza evoluzionistica                                                                                  |              |
| 1935                      | Hans Lenk                      | Interpretazionismo |              |
| 1943                      | Otfried Höffe                  | Kant e Aristotele |              |
| 1936                      | Herbert Schnädelbach           | Filosofia della Razionalità critica Filosofia della lingua, Kant, Hegel (critico)                                        |              |

### Filosofia della scienza, costruttivismo metodico, filosofia della mente
| Periodo                 | Filosofo             | Filosofia | Storia coeva |
| ----------------------- | -------------------- | --- | ------------ |
| Filosofia della scienza |                      | |              |
| 1922 - 1996             | Thomas Kuhn          | Le rivoluzioni scientifiche ed i cambi di paradigma                                                                                            |              |
| 1922 - 1974             | Imre Lakatos         | Combinò la teoria di Popper con Kuhn |              |
| 1923 - 1991             | Wolfgang Stegmüller  | Strutturalismo nella filosofia della scienza                                                                                                   |              |
| *1941                   | Bas van Fraassen     | Empirismo costruttivista |              |
| 1924 - 1994             | Paul Feyerabend      | Qualsiasi (metodo) va bene Anarchismo epistemologico                                                                                           |              |
| *1946                   | Paul Hoyningen-Huene | ““ |              |
| Costruttivismo metodico |                      | |              |
| 1881 - 1954             | Hugo Dingler         | Iniziatore del movimento - creatore della protofisica teoria pragmatica della conoscenza Atteggiamento opportunista durante il periodo nazista |              |
| 1915 - 1994             | Paul Lorenzen        | Propedeutica logica, ortolinguaggio, logica dialogica Protofisica                                                                              |              |
| 1905 - 1976             | Wilhelm Kamlah       | Critica del linguaggio e della scienza Antropologia filosofica                                                                                 |              |
| *1932                   | Kuno Lorenz          | Antropologia dialogica |              |
| *1935                   | Friedrich Kambartel  | Filosofia pratica e teoria costruttivista della scienza                                                                                        |              |
| *1936                   | Jürgen Mittelstraß   | Teorico della scienza |              |
| *1942                   | Peter Janich         | Protofisica di spazio, tempo e materia |              |
| *1936                   | Christian Thiel      | Logico e teorico della scienza |              |
| * 1941                  | Oswald Schwemmer     | Spiegazioni non circolari nelle scienze umaniste e sociali                                                                                     |              |
| *1964                   | Dirk Hartmann        | Protopsicologia - filosofia dello spirito |              |
| Filosofia della mente   |                      | |              |
| 1903 - 1997             | John Eccles          | Neuroscienziato rappresentante del dualismo con Popper                                                                                         |              |
| 1916 - 1999             | Roderick M. Chisholm | Primato degli intenzionali La conoscenza a priori si fonda sulla verità immanente                                                              |              |
| *1929                   | Harry Frankfurt      | Analisi del concetto di libertà |              |
| *1933                   | Joseph Levine        | Argomento dell'explanatory gap |              |
| *1933                   | Ruth Millikan        | Spiegazione naturalista dell'intenzionalità |              |
| *1934                   | Jaegwon Kim          | Concetto di sopravvenienza |              |
| *1935                   | Jerry Fodor          | Language of Thought (linguaggio del pensiero)                                                                                                  |              |
| *1937                   | Thomas Nagel         | Antiriduzionismo Realismo radicale |              |
| *1942                   | Daniel Dennett       | Riduzionismo, eterofenomenologia, teleofunzionalismo                                                                                           |              |
| *1942                   | Ned Block            | Critico del funzionalismo |              |
| *1958                   | Thomas Metzinger     | Teoria dei modelli dell'Io supportata dalle neuroscienze Teoria rappresentazionista della soggettività (naturalismo)                           |              |
| *1942                   | Paul Churchland      | Materialismo eliminativista |              |
| *1945                   | Antonio Damasio      | Teoria dei tratti somatici (monismo) |              |
| *1966                   | David Chalmers       | Dualismo delle proprietà Posizione contraria a Dennett                                                                                         |              |

### Strutturalismo e post-strutturalismo, filosofia postmoderna e femminista, neopragmatismo
| Periodo                              | Filosofo               | Filosofia                                                                                                  | Storia coeva |
| ------------------------------------ | ---------------------- | --- | ------------ |
| Strutturalismo e Post-strutturalismo |                        | |              |
| 1857 - 1913                          | Ferdinand de Saussure  | Teorico del linguaggio, il cui metodo fu trasformato in senso filosofico                                   |              |
| 1899 - 1965                          | Louis Trolle Hjelmslev | Glossematica Teoria dei linguaggi e semiotica strutturale                                                  |              |
| 1901 - 1981                          | Jacques Lacan          | Psicoanalista L'universo del soggetto consiste dell'immaginario e del simbolico                            |              |
| 1902 - 1976                          | Émile Benveniste       | Le categorie di Aristotele dipendono dal linguaggio                                                        |              |
| 1908 - 2009                          | Claude Lévi-Strauss    | Etnologo e antropologo Applicò per primo lo strutturalismo                                                 |              |
| 1918 - 1990                          | Louis Althusser        | Interpretazione strutturalista di Marx                                                                     |              |
| 1915 - 1980                          | Roland Barthes         | Applicazione alla critica letteraria dello strutturalismo                                                  |              |
| 1926 - 1984                          | Michel Foucault        | Critica la logica del capitalismo avanzato Analisi del discorso come archeologia del sapere                |              |
| 1930 - 2004                          | Jacques Derrida        | Compito delle filosofia è la decostruzione La democrazia è l'obiettivo dell'etica.                         |              |
| *1921                                | Edgar Morin            | Epistemologia della complessità                                                                            |              |
| 1913 - 2005                          | Paul Ricœur            | Analisi fenomenologica del linguaggio riflettendo su Heidegger Filosofia storica                           |              |
| Postmodernismo                       |                        | |              |
| 1925 - 1995                          | Gilles Deleuze         | La filosofia è continua costruzione di concetti. Critica della psicoanalisi e del capitalismo.             |              |
| 1924 - 1998                          | Jean-François Lyotard  | Comunicazione come gioco con certe regole Liberalismo com e sistema dei "discorsi" condannati a cooperare. |              |
| 1929 -2007                           | Jean Baudrillard       | Teoria anti-mediatica Tentazione del consumente                                                            |              |
| *1942                                | Giorgio Agamben        | Tramite le reazioni ai suoi avversari, la democrazia rischia di distruggere se stessa                      |              |
| 1936 - 2023                          | Gianni Vattimo         | Teoria del pensiero debole                                                                                 |              |
| Neo-pragmatismo                      |                        | |              |
| 1906 - 1998                          | Nelson Goodman         | Teoria dei simboli Modi di generare il mondo                                                               |              |
| 1931 - 2007                          | Richard Rorty          | Il concetto di verità può essere capito solo in relazione alla cultura                                     |              |
| *1950                                | Robert Brandom         | Pragmatico del linguaggio                                                                                  |              |
| *1926 - 2016                         | Hilary Putnam          | Filosofia della mente Cervello in una vasca                                                                |              |
| * 1928                               | Nicholas Rescher       | Pragmatismo metodologico                                                                                   |              |
| Filosofia femminista                 |                        | |              |
| *1956                                | Judith Butler          | Femminismo decostruttivista                                                                                |              |
| *1941                                | Julia Kristeva         | Post-strutturalista                                                                                        |              |